# Tasov (Moravia meridionale)
Tasov (in tedesco Tassow) è un comune della Repubblica Ceca facente parte del distretto di Hodonín, in Moravia Meridionale.